# Classificator (taalkunde)
In de taalkundige ontleding is een classificator, classificeerder of ook wel maatwoord een woord of gebonden morfeem dat bepaalde kenmerken van iets wat meestal meteen erna volgt nader omschrijft, bijvoorbeeld de hoeveelheid ervan.
Het gebruik van classificatoren lijkt in veel opzichten op dat van telwoorden. Ze zijn door de pater en taalkundige Johannes Dunselman (Donatus) ook "hulptelwoord" genoemd in diens analyse van de taal op West-Borneo. Telwoorden worden zelf meestal niet als classificatoren gezien. 

## Gebruik
Classificatoren komen vaak voor als onderdeel van een toponiem. Voorbeelden hiervan in het Nederlands zijn Noord-zee, Atlantische Oceaan, Gobi-woestijn.
Voorbeelden van talen en taalfamilies waarin classificatoren een belangrijke rol spelen zijn: de Chinese talen, het Japans, Koreaans, Perzisch, de Austronesische talen, de Mayatalen en sommige zuidelijke Athabaskische talen. Een taal kan tot enkele honderden classificeerders bevatten.

### Indo-Europese talen
- Nederlands: Een blad A4, twee man personeel
- Engels: a pair of trousers — een broek, a loaf of bread — een brood
- Perzisch: چهار حلقه لاستیک lett. "vier - ringvormenclassiceerder - band" — vier banden

### Oost-Aziatische talen

#### Chinees
In Chinese talen is er een eigen classificator voor mensen. Daarnaast zijn er de volgende classificatoren voor respectievelijk bomen, vogels en rivieren:
- 3 ge xuésheng (三個學生) lett. "3 - mensenclassificeerder - student" — 3 studenten

- 3 kē shù (三棵樹) lett. "3 - bomenclassificeerder - boom" — 3 bomen
- 3 zhī niăo (三隻鳥) lett. "3 - vogelclassificeerder - vogel" — 3 vogels
- 3 tiáo hé (三條河) lett. "3 - lange-golfachtige-vormenclassificeerder - rivier" — 3 rivieren

Wanneer op een vraag antwoord wordt gegeven, kan de referent soms helemaal worden weggelaten. Alleen het noemen van de classificator volstaat:
- V: duo shao tōng shui? (多少桶水?) — Hoeveel emmer (telwoord/classificeerder) water?
- A: liang tōng. (兩桶.) — Twee emmers

### Vietnamees
- 2 Con mèo lett. "2 - dierenclassificator - kat" —  twee katten